# Gerra (dios)
Gerra o Girra es el dios del fuego babilonio y acadio, derivado del anterior dios sumerio Gibil. 
Era hijo del dios del cielo y "padre de los dioses" Anu y de la diosa Antu.